# Scopanta plicicollis
Scopanta plicicollis là một loài bọ cánh cứng trong họ Cerambycidae.